# Hazro
Hazro là một huyện thuộc tỉnh Diyarbakır, Thổ Nhĩ Kỳ. Huyện có diện tích 425 km² và dân số thời điểm năm 2007 là 18386 người, mật độ 43 người/km².